# I See the Want To in Your Eyes
«I See the Want To in Your Eyes» es una canción del cantautor estadounidense Conway Twitty. Fue publicada el 29 de julio de 1974 como el segundo y último sencillo de su álbum I'm Not Through Loving You Yet.

## Recepción de la crítica
Un escritor no especificado de Record World declaró: “Su fuerza vocal junto con un fraseo fluido hacen de este un iluminador tour de force musical. Conway es un maestro de esta melodía de tipo terrenal y la carga con su personalidad e imaginación”. Un escritor no especificado de Cash Box declaró: “Esta balada es desgarradora y la interpretación vocal de Conway es excepcional”.

## Rendimiento comercial
En Estados Unidos, «I See the Want To in Your Eyes» debutó en la posición número 86 de la lista Hot Country Singles durante la semana que terminó el 24 de agosto de 1974, donde se desempeñó como el tercer debut más alto de la edición. Después de escalar la lista de manera constante durante nueve semanas consecutivas, encabezó la lista el 19 de octubre de 1974, donde desplazó el dueto de Porter Wagoner y Dolly Parton, «Please Don't Stop Loving Me», del puesto más alto. El sencillo se mantuvo en esa posición durante dos semanas. «I See the Want To in Your Eyes» salió de la lista Hot Country Singles el 14 de diciembre en la posición número 45; en total, pasó diecisiete semanas consecutivas entre los rankings de la lista.
Fuera del país natal de Twitty, el sencillo tuvo un éxito comercial similar. En Canadá, el sencillo debutó en el puesto número 48 de la lista RPM Country Playlist durante la semana que terminó el 24 de agosto de 1974, donde se desempeñó como el séptimo debut más alto de la edición. En su décima semana en la lista, el sencillo alcanzó la primera posición que anteriormente ocupaba la canción «Bonaparte's Retreat» de Glen Campbell. «I See the Want To in Your Eyes» salió de la lista Country Playlist el 30 de noviembre en la posición número 27; en total, pasó quince semanas consecutivas entre los rankings de la lista.

## Lista de canciones
- 7-inch single – MCA-40224[11]

1. «I See the Want To in Your Eyes» – 2:47
2. «Girl from Tupelo» – 2:39

## Posicionamiento
| Gráfica (1974)                                 | Pico de posición |
| ---------------------------------------------- | ---------------- |
| Canadá (RPM Country Playlist)                  | 1                |
| Estados Unidos (Billboard Hot Country Singles) | 1                |